# Біла книга
Біла книга (англ. white paper) — авторитетний звіт чи довідник, який коротко інформує читачів про складну проблему та представляє філософію органу, що видав цю публікацію. Він має на меті допомогти читачам зрозуміти проблему, розв'язати проблему чи ухвалити рішення.
Початковий британський термін стосовно виду документа, виданого урядом, поширювався, маючи дещо новий сенс у бізнесі. У бізнесі біла книга наближається до форми маркетингової презентації — інструменту, який переконує клієнтів та партнерів, а також рекламує продукт або точку зору. Білі книги можна розглядати як сіру літературу.

## Білі книги Європейської Комісії
Білі книги Європейської Комісії містять пропозиції щодо діяльності Європейського Союзу. Це розроблені експертами та офіційними службами конкретні напрямки політики. У деяких випадках, появі білої книги передує публікація відповідної зеленої книги, мета якої — започаткувати консультаційний процес на європейському рівні. Прикладом можуть слугувати такі білі книги Комісії:
- «Про завершення формування спільного ринку»;
- «Зростання, конкурентоспроможність і зайнятість»;
- «Про зближення законодавства асоційованих держав Центральної та Східної Європи у сферах, що стосуються спільного ринку» тощо.

Якщо Рада підтримує білу книгу, вона може стати програмою дій Союзу у відповідній сфері.